# Hangaslampi (sjö i Viitasaari, Mellersta Finland)
Hangaslampi är en sjö i kommunen Viitasaari i landskapet Mellersta Finland i Finland. Arean är 44 hektar och strandlinjen är 2,96 kilometer lång. Sjön  ingår i Kymmene älvs huvudavrinningsområde.   Den ligger omkring 92 kilometer norr om Jyväskylä och omkring 330 kilometer norr om Helsingfors. 